# Tour Boucry
La tour Boucry est un  gratte-ciel parisien,. À l'origine, le nom de ce projet est Super 18e, puis il est devenu à l'usage la tour Boucry,. Il est situé dans le quadrilatère délimité par les rues Boucry, Jean-Cottin, Tristan-Tzara et la rue des Fillettes.
Elle est composée d'un socle de bureau totalisant 5 963 m2, et d'une tour de cinq cents logements, hébergeant environ 1 500 habitants.
La tour est au cœur d'une petite communauté chinoise qui s'est établie dans le quartier dans les années 1970,.

## Anecdotes
- Les murs de la Tour Boucry sont réputés pour leur extrême solidité. Composés d’un béton particulièrement dense, ils sont si durs que même des forets conçus pour le béton armé peuvent s’y casser. De nombreux habitants ou professionnels du bâtiment rapportent des difficultés importantes pour percer ces murs, les rendant presque "impossibles à percer" sans matériel spécialisé.
- En cas de panne des deux ascenseurs, il faut en moyenne plus de 17 minutes pour atteindre à pied les étages les plus élevés de la tour, ce qui rend la montée particulièrement éprouvante pour les résidents.